# La Baconnière
La Baconnière är en kommun i departementet Mayenne i regionen Pays de la Loire i nordvästra Frankrike. Kommunen ligger i kantonen Chailland som tillhör arrondissementet Laval. År 2022 hade La Baconnière 1 964 invånare.

## Befolkningsutveckling
Antalet invånare i kommunen La Baconnière
| Referens: INSEE |